# Katherine Regalado
Katherine Susana Regalado Cornejo (Lima, 11 de marzo de 1998) es una deportista (voleibolista) peruana que juega como Opuesta y que forma parte de la Selección femenina de voleibol del Perú. 

## Carrera

### 2014
Regalado jugó el Campeonato Sudamericano Sub-18 en casa. Peru finalizó en el tercer lugar del sistema round robin, comenzó ganando el primer día de competencia a Uruguay 3-0 anotando 7 puntos, al día siguiente tuvo que jugar contra Colombia en donde se ganó 3-0 anotando 9 puntos, en el tercer día de competencia en Peru jugaron contra Chile donde se ganó por 3-1 anotando 19 puntos, en la recta final Peru perdió 3-0 ante Argentina anotando 11 puntos, y en el último día de competencia Brasil le ganó 3-0 a Peru, ganando el Título Sudamericano, allí Regalado anotó 13 puntos. Al final del campeonato fue elegida como La Mejor Opuesta del Campeonato.
Jugó el Campeonato Sudamericano Sub-22 en Colombia. Peru terminó en tercer lugar en el round robin, comenzó ganando el primer día de competencia contra Argentina 3-2, al día siguiente tuvo que jugar contra Brasil quien ganó 3-0 a Perú, en el tercer día de competencia en Peru jugó contra Chile donde ganó 3-1, en la recta final Perú perdió 3-0 contra Colombia, y en el último día de competencia Perú ganó 3-0 a Venezuela.
Regalado jugó la Copa Panamericana Sub-23 en casa. Peru quedó en el cuarto lugar, ganando el primer día de competencia a Trinidad and Tobago 3-0, en el segundo día de competencia Perú jugó contra México en un intenso partido donde Peru ganó 3-2, liderando la fase de grupo y clasificando al Mundial Sub-23 al jugar contra Argentina volteando el marcador y ganando el partido por 3-2. ya en la semifinal Peru se enfrentó contra Colombia, perdiendo 1-3; luchando por la medalla de bronce contra Cuba donde perdió 3-1 anotando 7 puntos en este último partido.
Después jugó el Sudamericano Sub-20 en Colombia. Peru finalizó en segundo lugar del round robin, comenzó ganando el primer día de competencia a Chile 3-1 anotando 8 puntos, al día siguiente tuvieron que jugar contra Brasil perdiendo 3-0 contra Peru anotando 5 puntos, en el tercer día de competencia Perú jugó contra Argentina ganando 3-1 anotando 4 puntos,  y en el último día de competencia Perú le ganó 3-2 a Colombia anotando 5 puntos.

### 2017
Obtuvo la medalla de plata en los Juegos Bolivarianos 2017 - Sub-23.

## Clubes
| Club                      | País      | Año       |
| ------------------------- | --------- | --------- |
| Alianza Lima              | Perú      | 2013-2016 |
| Géminis                   | Perú      | 2016-2018 |
| Jaamsa                    | Perú      | 2018-2020 |
| Circolo Sportivo Italiano | Perú      | 2020-2021 |
| Sporting de Lisboa        | Portugal  | 2021-2022 |
| LP Kangasala              | Finlandia | 2022-2023 |

## Resultados

### Premios Individuales
"Mejor Opuesta" del Campeonato Sudamericano de Voleibol Femenino Sub-18 de 2014
- "Mejor Atacante Opuesta" del Campeonato Sudamericano de Voleibol Femenino Sub-18 2014